# Figueiredo Pimentel
Alberto Figueiredo Pimentel (Macaé, 1869 — 1914) foi um romancista, cronista, diplomata, contista, poeta e jornalista brasileiro.

## Biografia
Figueiredo Pimentel foi além de poeta, contista, cronista, autor de literatura infantil e tradutor. Manteve por muitos anos, desde 1907, uma seção chamada Binóculo na Gazeta de Notícias. Publicou novelas, poesia, histórias infantis e contos.
Um de seus grandes êxitos foi o romance naturalista O Aborto, estudo naturalista, publicado em 1893, e por mais de um século completamente esgotado. Foi reeditado em 2015 pela editora 7Letras (RJ). Como poeta, participou da primeira geração simbolista chegando a se corresponder com os franceses. Era amigo de Aluísio Azevedo, com quem trocou cartas, enquanto o autor de O Cortiço estava fora do país como diplomata.
Foi figura destacada na cena Belle Époque carioca. Poeta, romancista, escritor de literatura infantil, ganhou destaque e se perpetuou nos compêndios da literatura brasileira. Possui a autoria da máxima “O Rio civiliza-se”. O slogan lançado, em 1904, na Gazeta de Notícias, ganha envergadura como palavra de ordem do reformismo reacionário que provoca mudanças na vida carioca, interferindo em hábitos e costumes de seus moradores. A coluna Binóculo, assinada pelo autor na Gazeta de Notícias do Rio de Janeiro, de 1907 até 1914, obteve grande sucesso entre leitores e leitoras, ditando moda, o que faz de Figueiredo Pimentel o primeiro cronista social da capital. Era ele quem tratava das novidades da moda, do bom gosto, do chic em voga em Paris e que deveria ser aqui aclimatado.

## Obras
- Fototipias, poesia, 1893;
- Histórias da avozinha, conto - somente em 1952;
- Histórias da Carochinha;
- Livro mau, poesia, 1895;
- O aborto, estudo naturalista, romance e novela (Rio de Janeiro: Livraria do Povo, Quaresma & Cia.) 1893;
- O terror dos maridos, romance e novela, 1897;
- Suicida, romance e novela, 1895;
- Um canalha, romance e novela, 1895;

## Referência
- PIMENTEL, Figueiredo. O aborto. Acompanhado de apresentação, notas, posfácio, documentos e glossário. Estabelecimento do texto e organização de Leonardo Mendes & Pedro Paulo Garcia Ferreira Catharina. Rio de Janeiro: 7Letras, 2015.

- MENDES, Leonardo & CATHARINA, Pedro Paulo Garcia Ferreira (orgs.) Figueiredo Pimentel: um polígrafo na Belle Époque. São Paulo: Alameda, 2019.

- COUTINHO, Afrânio; SOUSA, J. Galante de. Enciclopédia de literatura brasileira. São Paulo: Global; Rio de Janeiro;

Outras produções acadêmicas sobre o escritor Figueiredo Pimentel (1869-1914):
- VIEIRA, Renata Ferreira. Uma penca de canalhas: Figueiredo Pimentel e o naturalismo no Brasil. Dissertação de Mestrado em Teoria da Literatura e Literatura Comparada.Instituto de Letras,Universidade do Estado do Rio de Janeiro, Rio de Janeiro, 2015.

http://www.pgletras.uerj.br/bancoteses.php